# بوسارة شبه قاسية
بوسارة شبه قاسية (الاسم العلمي: Bosara subrobusta) هي نوع من الحشرات تتبع جنس البوسارة من الفصيلة الأرفية.